# Чан Мі Ран
Чан Мі Ран  (кор. 장미란, 9 жовтня 1983) — південнокорейська важкоатлетка, олімпійська чемпіонка.

## Виступи на Олімпіадах
| Олімпіада   | Дисципліна         | Місце |
| ----------- | ------------------ | ----- |
| Афіни 2004  | надважка категорія | 2     |
| Пекін 2008  | надважка категорія | 1     |
| Лондон 2012 | надважка категорія | 3     |